# Heliotropium eremobium
Heliotropium eremobium är en strävbladig växtart som beskrevs av Bge. Heliotropium eremobium ingår i Heliotropsläktet som ingår i familjen strävbladiga växter. Inga underarter finns listade i Catalogue of Life.